# Miss Venezuela 1963
El Miss Venezuela 1963 fue la décima (10º) edición del certamen Miss Venezuela, celebrado en Caracas, Venezuela, el 30 de mayo de 1963. La ganadora del certamen fue Irene Morales, Miss Guárico.
El concurso fue transmitido por RCTV desde el Teatro París (luego llamado Teatro La Campiña), en Caracas, Venezuela. Al término de la última noche de la competencia, la ganadora saliente Olga Antonetti, Miss Venezuela 1962, coronó a Irene Morales de Guárico como la nueva Miss Venezuela.
Morales Machado nació en Achaguas, Apure, el 24 de diciembre de 1945, bajo el signo Capricornio, tenìa 18 años de edad. Al momento de su coronación Morales estudiaba secretariado comercial y trabajaba en las oficinas del Consejo Supremo Electoral, en San Fernando de Apure. El 20 de julio de 1963 representó -sin éxito- a Venezuela en el concurso Miss Universo 1963, realizado en Miami Beach, Florida, Estados Unidos. En el 2022 se supo que vivió muchos años en Carmen de Cura, una pequeña población al sur del estado Aragua. De las finalistas, Galíndez participó en el Miss Mundo 1963 donde clasificó entre las 15 semifinalistas, en Londres, Inglaterra, el 7 de noviembre. Duarte concursó en el Miss Internacional, en Long Beach, California, Estados Unidos, el 16 de agosto. El 2 de julio de 1964 Margarita Fonseca acudió al Miss Naciones Unidas 1964, en Palma de Mallorca, España.

## Resultados
| Resultado                                             | Candidata                       |
| ----------------------------------------------------- | ------------------------------- |
| Miss Venezuela 1963                                   | - Guárico - Irene Morales       |
| Primera Finalista (Miss Internacional Venezuela 1963) | - Carabobo - Norah Luisa Duarte |
| Segunda Finalista (Miss Mundo Venezuela 1963)         | - Miranda - Milagros Galíndez   |
| Tercera Finalista                                     | - Caracas - Margarita Fonseca   |
| Cuarta Finalista                                      | - Aragua - Margarita Regos      |

### Premios especiales
| Premio          | Concursante                                |
| --------------- | ------------------------------------------ |
| Miss Fotogénica | - Nueva Esparta - Martha Almenar           |
| Mejor Sonrisa   | - Departamento Libertador - Angelina Pérez |

## Concursantes
- Miss Anzoátegui - Esperanza Montero
- Miss Apure - Francia Sandoval Gómez
- Miss Aragua - Margarita Regos
- Miss Carabobo - Norah Luisa Duarte Rojas
- Miss Caracas - Margarita Fonseca
- Miss Departamento Libertador - Angelina Pérez Prieto
- Miss Departamento Vargas - Ruth Negrón D'Elias
- Miss Distrito Federal -  Violeta Martínez Ballestrini
- Miss Falcón - Graciela Margarita Castellanos
- Miss Guárico -  Irene Amelia Morales Machado
- Miss Lara - Amanda Peñalver
- Miss Mérida - Francis Rodríguez
- Miss Miranda - Milagros Eugenia Galindez Castillo
- Miss Nueva Esparta - Martha Almenar
- Miss Táchira - Beatriz Márquez Marroquí
- Miss Trujillo - Josefina Torres Segovia
- Miss Yaracuy - Karin Ludewic Elizondo (se retiró)
- Miss Zulia - Alba Marina González Pineda